# (69988) 1998 WA31
(69988) 1998 WA31 est un objet transneptunien de magnitude absolue 7,2. Son diamètre est estimé entre 131 km et 202 km, il est en résonance avec Neptune.